# Gelsenkirchen Hauptbahnhof
Gelsenkirchen Hauptbahnhof is een spoorwegstation in de Duitse stad Gelsenkirchen. Het station werd in 1847 geopend.
0,0: Köln Messe/Deutz ·
4,1: Köln-Buchforst ·
3,8: Köln-Mülheim ·
11,7: Leverkusen Mitte ·
28,5: Düsseldorf-Benrath ·
39,5: Düsseldorf Hbf ·
47,7: Düsseldorf Flughafen ·
49,2: Kalkum ·
63,1: Duisburg Hbf ·
70,7: Oberhausen Hbf ·
75,2: Essen-Frintrop ·
76,0: Essen-Dellwig ·
80,0: Station Essen-Bergeborbeck ·
82,1: Station Essen-Altenessen ·
85,1: Essen-Zollverein Nord ·
89,1: Gelsenkirchen Hbf ·
94,5: Wanne-Eickel Hbf ·
98,4: Herne ·
105,3: Castrop-Rauxel Hbf ·
110,3: Dortmund-Mengede ·
117,0: Dortmund Gbf ·
119,5: Dortmund Hbf ·
121,8: Dortmund Bbf ·
125,4: Dortmund-Scharnhorst ·
126,4: Dortmund-Flughafen ·
129,4: Dortmund-Kurl ·
131,6: Kamen-Methler ·
135,5: Kamen ·
142,0: Nordbögge ·
150,7: Hamm (Westf)
Dortmund Hbf ·
Dortmund-Dorstfeld ·
Dortmund-Wischlingen ·
Dortmund-Huckarde ·
Dortmund-Westerfilde ·
Dortmund-Nette/Östrich ·
Dortmund-Mengede ·
Castrop-Rauxel Hbf ·
Herne
(>> Recklinghausen Süd ·
Recklinghausen Hbf) ·
Wanne-Eickel Hbf ·
Gelsenkirchen Hbf ·
(>> Gelsenkirchen-Rotthausen ·
Essen-Kray Nord ·
Essen Hbf) ·
Essen-Zollverein Nord ·
Essen-Altenessen ·
Essen-Bergeborbeck ·
Essen-Dellwig ·
Oberhausen Hbf · 
Duisburg Hbf